# Heliophanus crudeni
Heliophanus crudeni este o specie de păianjeni din genul Heliophanus, familia Salticidae, descrisă de Roger de Lessert în anul 1925. Conform Catalogue of Life specia Heliophanus crudeni nu are subspecii cunoscute.